# Macromia magnifica
Macromia magnifica är en trollsländeart som beskrevs av Mclachlan in Selys 1874. Macromia magnifica ingår i släktet Macromia och familjen skimmertrollsländor. Inga underarter finns listade i Catalogue of Life.